# Liste des présidents de l'Assemblée nationale (République centrafricaine)
Cet article dresse la liste des présidents de l’Assemblée nationale centrafricaine et des chambres assimilées.
| Dates                                 | Titulaire                                                       | Parti                                                           |
| ------------------------------------- | --------------------------------------------------------------- | --------------------------------------------------------------- |
| 1947                                  | Président du Conseil représentatif de l'Oubangui-Chari          | Président du Conseil représentatif de l'Oubangui-Chari          |
| de 1947 à 1952                        | Georges Darlan                                                  | AESO                                                            |
| 1952                                  | Président de l'Assemblée territoriale                           | Président de l'Assemblée territoriale                           |
| de 1952 à 1957                        | Henri Mabille                                                   |                                                                 |
| 1957                                  | Président de l'Assemblée constituante et législative provisoire | Président de l'Assemblée constituante et législative provisoire |
| du 13 juin 1957 à avril 1959          | Hector Rivierez                                                 | Républicains indépendants                                       |
| 1959                                  | Président de l'Assemblée législative                            | Président de l'Assemblée législative                            |
| du 30 avril 1959 à 9 mai 1960         | Pierre-Faustin Maleombho                                        | MESAN                                                           |
| du 9 mai 1960 au 1er janvier 1966     | Michel Adama-Tamboux                                            | MESAN                                                           |
| 1987                                  | Président de l'Assemblée nationale                              | Président de l'Assemblée nationale                              |
| du 1er août 1987 au 29 mai 1989       | Maurice Methot                                                  | RDC                                                             |
| de 29 mai 1989 au 1er novembre 1992   | Michel Docko                                                    | RDC                                                             |
| 1991 à 1993                           | Gaspard Sokambi                                                 | RDC                                                             |
|                                       | Président de l'Assemblée nationale                              |                                                                 |
| du 3 novembre 1993 à 31 décembre 1998 | Hugues Dobozendi                                                | MLPC                                                            |
| du 1er janvier 1999 à 15 mars 2003    | Luc-Appolinaire Dondon-Konambaye                                |                                                                 |
| 2003                                  | Président du Conseil national de transition                     | Président du Conseil national de transition                     |
| du 29 mai 2003 au 14 juin 2005        | Nicolas Tiangaye                                                |                                                                 |
| 2005                                  | Président de l'Assemblée Nationale                              | Président de l'Assemblée Nationale                              |
| du 14 juin 2005 au 26 mars 2013       | Célestin Leroy Gaombalet                                        | KNK                                                             |
| 2013                                  | Président du Conseil National de Transition                     | Président du Conseil National de Transition                     |
| du 18 juillet 2013 au 6 mai 2016      | Alexandre-Ferdinand N'Guendet                                   | RPR                                                             |
| 2016                                  | Président de l'Assemblée Nationale                              | Président de l'Assemblée Nationale                              |
| du 6 mai 2016 au 30 octobre 2018      | Abdoul Karim Meckassoua                                         |                                                                 |
| du 30 octobre 2018 au 5 mai 2021      | Laurent Ngon Baba                                               | PAD                                                             |
| depuis le 5 mai 2021                  | Simplice Sarandji                                               |                                                                 |